# Ян Донгын
Ян Донгын (кор. 양동근; также известный под сценическим псевдонимом YDG; род. 1 июня 1979, Сеул, Республика Корея) — южнокорейский актёр, хип-хоп-исполнитель, музыкальный продюсер и брейк-дансер.

## Биография
С 2008 по 2010 год проходил военную службу. В это время снялся в военном мюзикле «Майн» с Кангтой.
После демобилизации снимался в фильме «Гран-при» вместе с Ким Тхэхи. Он был приглашён на главную роль Ли У Сока после того, как Ли Чжун Ги отказался от участия в фильме из-за того, что военная администрация отклонила его заявление об отсрочке от призыва на военную службу.
Ян женат на Пак Гарам, у них два сына и дочь.
8 февраля 2023 года Ян пожертвовал 10 млн вон на помощь пострадавшим от землетрясения в Турции и Сирии в 2023 году, передав деньги через посольство Турции в Южной Корее.

## Фильмография
- Лучший (1998)
- Внимание, марш! (1998)
- Танцуй, танцуй (1999)
- Белая валентинка (1999)
- Кровавый пляж (2000)
- Без остановки (2000—2005)
- Адрес неизвестен (2001)
- Хэ-джок, король диско (2002)
- Всё в твоих руках (2002)
- Непредсказуемый (2003)
- Последний волк (2004)
- Воин ветра (2004)
- Монополия (2006)
- Доктор Ган (2006)
- Я — учитель (2007)
- Гран-при (2010)
- Идеальная игра (2011)
- Герой (2012)
- Грубая игра (2013)
- Каратель (2013)
- Три мушкетера (2014)
- Жвачка (2015)
- Мир дорам (2016—2022)
- Пропавшая девятка (2017)
- Невеста речного Бога (2017)
- Живое существо (2017)
- Мама-киборг (2017)
- Фэншуй (2018)
- Териус у меня за спиной (2018)
- Третье очарование (2018)
- Потомки Тэ Джан-гым (2018)
- Амбра (2018)
- Сограждане (2019)
- Сеульский банк (2019)
- 365: Бросить вызов судьбе (2020)
- Ночь бессмертных (2020)
- День и ночь (2020)
- Зов ада (2021—2024)
- Потеря человечности (2021)
- Якша: Суровые методы (2022)
- Связь (2022)
- Взбодрись (2022)
- Запрет на браки в Чосоне (2022—2023)
- Король пустыни (2022)
- Перемещение (2023)
- Наша дойная корова (2023)
- Урок актёрского мастерства (2024)
- Игра в кальмара (2024—2025)
- Звёздный свет[7][8]